# Croton congensis
Espèce
Classification APG II (2003)
Croton congensis est une espèce de plantes à fleurs du genre Croton et de la famille des Euphorbiaceae présente au Zaïre.

## Publication originale
- Ann. Mus. Congo Belge, Bot., sér. 5, 2: 276 (1908).